# Sukkallu
Sukkallu (akad. sukkallu, šukkallu; sum. SUKKAL) – jedna z najważniejszych godności urzędniczych w starożytnej Asyrii i Babilonii, tłumaczona zazwyczaj jako „wezyr” lub „minister”. Tytuł ten wywodzi się z języka sumeryjskiego, gdzie słowo SUKKAL oznaczało właśnie wezyra lub ministra, najważniejszego urzędnika po królu, pełniącego rolę królewskiego wysłannika i emisariusza. 
W Asyrii królewscy sukkallu pełnili podobną rolę, bliską funkcji ministra lub ambasadora, a do ich obowiązków należało wypełnianie misji powierzonych im przez króla. Najważniejszym asyryjskim dostojnikiem sprawującym urząd sukkallu był „wielki wezyr” (sukkallu rabû, sukkallu rabiu), zwany też „potężnym wezyrem” (sukkallu dannu). Był on osobą z najbliższego otoczenia króla i pełnił na dworze asyryjskim rolę bliską funkcji premiera. Jego zastępca nosił dla odróżnienia tytuł „drugiego wezyra” (sukkallu šanû, sukkallu šaniu).
O urzędzie wezyra wspominają już teksty z okresu średnioasyryjskiego (2 połowa II tys. p.n.e.), z których wynika, iż urzędnicy noszący tytuł sukkallu byli bardzo wpływowi i pod względem ważności ustępowali jedynie królowi. W okresie tym tytuł ten był dziedziczny, a uczonym udało się zrekonstruować całą dynastię średnioasyryjskich urzędników sukkallu, której członkowie należeli do bocznej linii rodziny panującej. Założycielem tej dynastii był Ibaszi-ili, brat króla Salmanasara I (1273-1244 p.n.e.) i syn króla Adad-nirari I (1305-1274 p.n.e.), choć nie ma pewności czy on sam już nosił tytuł sukkallu. Wiadomo jednak, że tytuł sukkallu („wezyra”) i sukkallu rabiu („wielkiego wezyra”) nosili jego potomkowie: syn Qibi-Aszur, wnuk Aszur-iddin i prawnuk Ili-pada. Qibi-Aszur i Ili-pada poza tytułem „wielkiego wezyra” noszą dodatkowo w inskrypcjach bardzo prestiżowy tytuł „króla Hanigalbatu”. Kraina Hanigalbat została zaanektowana i przekształcona w asyryjską prowincję za rządów Adad-nirari I i Salmanasara I, a ten ostatni przekazał zarząd nad nią swemu bratu Ibaszi-ili i jego następcom. Sam tytuł „króla Hanigalbatu” nie był dziedziczny i jego przyznanie zależało od woli króla asyryjskiego. Ninurta-apil-Ekurowi (1191-1179 p.n.e.), synowi „wielkiego wezyra” Ili-pady i potomkowi Ibaszi-ili, udało się zasiąść na tronie Asyrii. W przejęciu władzy na pewno dopomógł mu fakt, iż wywodził się z dynastii wpływowych urzędników sukkallu, zajmujących najważniejszy po królu urząd i zarządzających najważniejszą prowincją w państwie. Po zostaniu królem Ninurta-apil-Ekur wyznaczył na urząd „wielkiego wezyra” Eru-apla-usura, który również należał do tej samej dynastii co on. 
Poza członkami dynastii Ibaszi-ili z okresu średnioasyryjskiego znanych jest jeszcze dwóch innych urzędników sukkallu: Risz-Aszur i Ninurta-nadin-apli. Pierwszy z nich sprawował swój urząd jeszcze przed nastaniem dynastii Ibaszi-ili, będąc wezyrem za rządów Adad-nirari I lub Tukulti-Ninurty I (1243-1207 p.n.e.), natomiast drugi sprawował swój urząd już po dynastii Ibaszi-ili, będąc wezyrem i eponimem za rządów Tiglat-Pilesera I (1114-1076 p.n.e.).
Pewien tekst z okresu średnioasyryjskiego opisujący przebieg rytuału koronacyjnego wskazuje, że poza urzędem głównego wezyra królewskiego, zwanego „wielkim wezyrem” lub „naczelnym wezyrem” (sukkallu rabiu), istniał już wówczas również urząd jego zastępcy, zwanego „drugim wezyrem” (sukkallu šaniu). Obaj sukkallu wyróżniają się zdecydowanie spośród innych dostojników królewskich wspomnianych w tekście, będąc pierwszymi, którzy w trakcie rytuału kładą(?) przed królem buławy, oznaki swego urzędu. Określenie „jeden z wezyrów” (iltēn ina sukkallē) użyte w jednym z fragmentów średnioasyryjskiego kodeksu praw również zdaje się sugerować, że w okresie tym urząd wezyra sprawowały jednocześnie dwie osoby.
Z czasem urząd sukkallu stracił mocno na znaczeniu i w tekstach z początku okresu nowoasyryjskiego pojawia się już bardzo rzadko. Zgodnie z dekretem Adad-nirari III (810-783 p.n.e.) „wielki wezyr” dostarczyć miał dary dla świątyni boga Aszura w przestępnym miesiącu addaru w roku 809 p.n.e., czyli w roku w którym Adad-nirari III wstąpił na tron. O dużym spadku jego znaczenia świadczy fakt, iż wymieniany jest on dopiero mniej więcej w połowie długiej listy dworzan, pomiędzy dwoma gubernatorami prowincji, a jego dary są takie same jak ich. Najprawdopodobniej z czasów Adad-nirari III pochodzi również pieczęć z chalcedonu, która zgodnie z umieszczoną na niej inskrypcją należeć miała do sługi „wielkiego wezyra” (lúSUKKAL GAL-e) Mannu-ahu-iddiny. Z kolei najprawdopodobniej z czasów Tiglat-Pilesera III (744-727 p.n.e.) pochodzi list niejakiego Nergal-uballita, w którym jest mowa o posiadłości sukkallu. W końcu dwaj słudzy sukkallu, złotnik i tkacz, wymieniani są jako świadkowie w dokumencie datowanym na rok 734 p.n.e.
Począwszy od rządów Asarhaddona krolewscy sukkallu zaczynają być wymieniani jako urzędnicy limmu w Asyryjskiej liście eponimów:
- Abi-ramu – sukkallu rabû króla Asarhaddona (681-669 p.n.e.); w 677 r. p.n.e. pełnił urząd eponima[16];
- Banba – sukkallu šanû króla Asarhaddona (681-669 p.n.e.); w 676 r. p.n.e. pełnił urząd eponima[16];
- Silim-Aszur – sukkallu šanû króla Aszurbanipala (669-627? p.n.e.); w 659 r. p.n.e. pełnił urząd eponima[16];
- Aszur-ilaja – sukkallu rabû króla Aszurbanipala (669-627? p.n.e.); w 653 r. p.n.e. pełnił urząd eponima[16]

Sukkallu pełnili rolę najwyższej sądowej instancji odwoławczej rozstrzygając w imieniu króla poważne spory prawne. W dokumentach prawnych z Asyrii sukkallu wymieniany jest często obok „naczelnego sędziego” (sartennu) jako sędzia wydający wyroki. W jednym z takich tekstów można na przykład przeczytać: „Król wyznaczył sukkallu i sartennu w kraju mówiąc: Wydawajcie sprawiedliwe i słuszne wyroki w mym kraju”. W tekstach babilońskich również często mowa jest o sukkallu i sędziach wydających wyroki. Jeden z nich wspomina np. o oskarżycielach, którzy „wnieśli oskarżenie przed sukkallu, urzędnikami i sędziami Nabonida, króla Babilonu”.